# ناوچه کلاس براندنبورگ
ناوچه کلاس براندنبورگ (به انگلیسی: Brandenburg-class frigate) یک کلاس از کشتی است که طول آن ۱۳۸٫۸۵ متر (۴۵۵٫۵ فوت) می‌باشد.